# Pygora lenocinia
Pygora lenocinia är en skalbaggsart som beskrevs av Hippolyte Louis Gory och Achille Rémy Percheron 1835. Pygora lenocinia ingår i släktet Pygora och familjen Cetoniidae. Inga underarter finns listade i Catalogue of Life.